# Vicenza (provincie)
De provincie Vicenza is gelegen in de Noord-Italiaanse regio Veneto. Ze grenst in het noorden aan de provincie Trente, in het oosten aan de provincies Belluno, Treviso en Padua en ten slotte in het westen aan de provincie Verona.
Het zuidelijke deel van de provincie ligt in de laagvlakte van de Po. De heuvels van de Monti Berici (445 meter) zorgen er voor enig reliëf ten zuiden van de hoofdstad. Het centrale deel van de provincie is heuvelachtig, het noordelijke deel bergachtig. De belangrijkste bergen van de provincie zijn de Monte Grappa (1775 m.), Monte Ortigara (2105 m.) en Monte Pasubio (2235 m.). Op alle drie de bergen is in de Eerste Wereldoorlog zwaar gevochten. Een gebied apart is de hoogvlakte Altopiano dei Sette Comuni die een oppervlakte van 466,68 km² heeft.
De grens met de buurprovincie Trente was tot 1918 de grens met Oostenrijk. In de Eerste Wereldoorlog is daar zwaar gevochten door de Italiaanse en Oostenrijkse legers, met vele slachtoffers als gevolg. Op de Monte Pasubio zijn nog veel wegen, tunnels en bouwwerken uit deze tijd te vinden. De berg is in 1922 tot Zona Sacra verklaard; heilige zone. De top van de 1775 meter hoge Monte Grappa is met een weg vanuit Bassano del Grappa bereikbaar. Op de top staat een enorm monument voor de Italiaanse en Oostenrijkse gevallenen.

## Belangrijke plaatsen
- Vicenza (110.336 inw.)
- Bassano del Grappa (40.411 inw.)
- Schio (37.281 inw.)
- Valdagno (26.056 inw.)

Vicenza is de stad van de architect Andrea Palladio een van de grondleggers van het classicisme. Enkele van de belangrijkste monumenten in het stadscentrum zijn door hem ontworpen zoals het Palazzo della Ragione met zijn koperen groene dak, de Loggia del Capitano en het oudste overdekte theater van Europa Teatro Olimpico. Een ouder opvallend rank bouwwerk; de 82 meter hoge toren Torre di Piazza. Ten noorden van de stad staat op een heuvel de villa La Rotonda, het beroemdste werk van Palladio.
In Bassano del Grappa ligt de beroemde brug Ponte Vecchio over de rivier de Brenta. De brug stamt oorspronkelijk uit de 13e eeuw, maar is in 1569 herbouwd naar ontwerp van Palladio. Het middeleeuwse centrum van de stad is goed bewaard gebleven. Zeven kilometer ten westen van Bassano ligt Marostica, het Piazza Castello is geplaveid als schaakbord, regelmatig worden er gekostumeerde schaakpartijen gespeeld. De plaats ligt tussen een hoger en lager gelegen kasteel in die omgeven zijn door een gekanteelde muur. Molvena een gehucht op enkele kilometers van Marostica, is de thuisbasis van het jeans- en vrijetijdskledingconcern Diesel.
In Vicenza was vroeger de Ronzani maffiafamilie actief.